# Paolo Diacono
Paolo Diacono (in latino Paulus Diaconus), pseudonimo di Paul Warnefried (amico protettore) o Paolo di Varnefrido o anche Paolo di Warnefrit (Cividale del Friuli, 720 circa – Montecassino, 13 aprile 799) è stato un monaco cristiano, storico, poeta e scrittore longobardo di lingua latina.

## Biografia

### Nascita e il ruolo nel regno longobardo
Nacque a Civitas Fori Iulii (l'odierna Cividale del Friuli, in provincia di Udine), al secolo capoluogo del ducato longobardo del Friuli, nel 720 o forse nel 730, figlio dei nobili longobardi Warnefrit, discendente di Leupchis, che affiancò il re Alboino nel passaggio dei Longobardi dalla Pannonia all'Italia, e Teodolinda. Paolo aveva almeno un fratello (Arachis) e una sorella, la quale divenne suora. Suo bisnonno Lopichis, figlio di Leupchis, venne fatto prigioniero e portato via dal Friuli in seguito alla fallita invasione degli Àvari nel 610. Egli visse in prigionia assieme ai quattro fratelli (i cui nomi non sono menzionati da Paolo), finché non riuscì a scappare in Italia, episodio che Paolo racconta ricalcando l'episodio di Elia nei Libri dei Re della Bibbia. Una volta tornato alla casa del padre, Lopichis la trovò in rovina: riuscì a riedificarla con l'aiuto di parenti e amici e prese moglie, ma non riuscì a riottenere la restante parte del patrimonio del padre, in quanto da decenni era confluito nelle mani di altre persone e le loro acquisizioni furono legittimate con l'usucapione (diritto che scattava dopo trent'anni di possesso, che sarà poi sancito anche dalla legge longobarda). Egli generò il nonno di Paolo Diacono, Arachis e quindi questi Warnefrit, padre di Paolo.
Paolo raggiunse Pavia in giovane età per seguire gli studi in quella che allora era la capitale del regno longobardo. Si formò alla corte (Palazzo Reale) del re Rachis, allievo di un tale Flaviano, ed alla scuola del monastero di San Pietro in Ciel d'Oro, dove conseguì la carica di docente. Restò alla corte con i successivi re Astolfo e Desiderio. Divenne anche il precettore di Adelperga, figlia di Desiderio, che seguì quando ella si sposò con il duca Arechi II di Benevento.

### La caduta del regno
Nel 774 visse il crollo del regno longobardo per mano dei Franchi ed entrò a Montecassino (non si sa a quale titolo esattamente, se da monaco o laico). Tra il 782 e il 787, a causa della prigionia del fratello Arachis, condotto in Francia nel 776 dopo essere stato catturato nella battaglia che contrappose ai nuovi occupanti il ribelle duca del Friuli Rotgaudo (forse Paolo stesso non fu estraneo alla congiura), entrò alla corte di Carlo Magno. Paolo Diacono venne incaricato da questi di insegnare lungo il viaggio (dunque ad aggregarsi alla spedizione) la lingua greca ai chierici incaricati di accompagnare a Costantinopoli la figlia Rotrude, promessa sposa dell'imperatore Costantino VI. Egli rifiutò l'incarico, ma il matrimonio, in ogni caso, non avvenne.
Nel 782, Paolo scrisse da Montecassino una lettera in metro elegiaco a Carlo Magno, implorandolo di riscattare il fratello: nella lettera descrive l'indigenza della cognata che doveva mantenere quattro figli, i nipoti di Paolo. Viene citato in un capitolare carolingio, in cui viene incaricato, grazie alle sue abilità filologiche e alla sua conoscenza della patristica, di compilare un Homiliarium, cioè una raccolta di omelie per le singole feste dell'anno, che, nel tempo, erano andate corrotte per l'ignoranza dei copisti "impegnatisi magari con retta intenzione, ma non con adeguata capacità". Ciò si inseriva nell'ambito della rinascita carolingia che prevedeva, tra l'altro, il correggere, copiare e diffondere i testi religiosi e secolari degli antichi: ad esempio ad Alcuino di York toccò la correzione e la revisione della Vulgata. In Francia Paolo Diacono acquistò una certa notorietà e prestigio come maestro di grammatica. Una volta liberato il fratello, abbandonò la corte carolingia e si fece monaco nel monastero di Montecassino.
Morì il 13 aprile 799: l'evento è registrato nel necrologio di Cassino. Fu sepolto nel monastero, nella chiesa di San Benedetto, dinnanzi al capitolo, ma i rifacimenti successivi del monastero hanno cancellato ogni traccia della tomba.

## Opere
La sua prima opera fu un carme acrostico sulle sette età del mondo (Versus de annis a principio) composto per il matrimonio di Adelperga, figlia del re Desiderio, sposa di Arechi II nel 763, della quale Paolo Diacono era precettore. Il metro impiegato è il tetrametro trocaico catalettico: unendo le lettere iniziali delle dodici terzine si ottiene Adelperga pia.
Ad uso della sua allieva scrisse verso il 770 l'Historia Romana, in 16 libri, rielaborando il Breviarium ab Urbe condita di Eutropio con integrazioni da San Girolamo, Paolo Orosio, Giordane, dall'Origo gentis Romanae. Fermò la storia al tempo di Giustiniano, ovvero al tempo dell'invasione longobarda in Italia. Rielaborato a sua volta da Landolfo Sagace, divenne un apprezzato manuale scolastico in uso nelle scuole medievali.
Nel 787 tornato a Montecassino, scrisse l'Historia Langobardorum la sua opera più famosa in cui narra, fra mito e storia, le vicende del suo popolo, dalla partenza dalla Scandinavia all'arrivo in Italia fino al regno di Liutprando - evitando così il racconto della sconfitta subita ad opera dei Franchi. La stesura lo impegnò per due anni, dal 787 al 789. La Historia Langobardorum, in sei libri, è un'opera nel cui stile si riconosce il latino monacale, ma nei contenuti è passionalmente longobarda dove giustifica ogni azione ed ogni forma di conquista come prestabilite dal fato. La strutturò come ideale continuazione dell'Historia Romana dai tempi di Giustiniano. Anche questa è una storia tronca, la ferma a Liutprando, cristallizzandola al massimo splendore e omettendone la decadenza.
Per ottenere la liberazione del fratello, scrisse in onore di Carlo Magno un'epistola metrica: Ad regem. Ottenne ciò che chiedeva, ma come condizione entrò a corte ad Aquisgrana dove fu fra i protagonisti della "rinascita carolingia" con Alcuino, monaco inglese. Sempre in Francia visitò molti monasteri, compose le Gesta Episcoporum Mettensium per il vescovo Angilramno di Metz nell'abbazia di San Martino, un codice con lettere di papa Gregorio I per Adalardo di Corbie. Oltre a molte altre opere minori.
Al ritorno a Montecassino scrisse la Vita beati Gregorii papae. Gli è attribuita anche una traduzione dal greco al latino della Vita Sanctae Mariae Aegyptiacae (Patrologia Latina 73[1], cols. 671–90) di Sofronio di Gerusalemme.
Su richiesta di Carlo Magno attraverso un capitolare, raccolse le prediche più celebri del suo tempo, 244 testi, un libro liturgico, Homiliarium, diviso in due stagioni: l'estate e l'inverno. La sua opera arrivò con poche modifiche fino al Concilio Vaticano II.
Involontariamente fornì lo spunto per uno dei progressi più importanti della storia della musica: infatti, nell'XI secolo Guido d'Arezzo ricavò i nomi delle note musicali dalle sillabe iniziali di ciascun emistichio della prima strofe saffica dell'inno di Paolo Ut queant laxis dedicato a san Giovanni Battista:
(Paolo Diacono, Versus in laudem sancti Iohannis Baptistae, 1-4)
Da esso deriveranno i nomi delle note dell'esacordo, usati ancor oggi: ut (rinominata in seguito do), re, mi, fa, sol, la; nel 1592, grazie a Ludovico Zacconi, venne aggiunta la nota si, così chiamata dalle lettere iniziali delle due parole dell'ultimo verso (Sancte Iohannes).

### Elenco
- Carmina
- Commentarius in Donati artem
- Fabulae
- Historia Langobardorum
- Historia Romana
- Homiliae
- Homiliarius de sanctis
- Homiliarius de tempore
- Epistulae
- Excerpta ex libris Pompeii Festi de significatione verborum
- Explanatio in regulam S. Benedicti
- Libellus de ordine et gestis episcoporum Metensium
- Passio S. Cypriani
- S. Arnolfi episcopi vita et miracula
- Vita S. Gregorii Magni
- Expositio artis Donati

### Edizioni
- Paulus Diaconus, Historia Romana, Fonti per la storia d'Italia 51, Torino, Bottega d'Erasmo, 1966. URL consultato il 1º aprile 2015.
- Excerpta ex libris Pompeii Festi de significatione verborum in Corpus grammaticorum latinorum veterum collegit auxit recensuit ac potiorem letionis varietatem adiecit Fridericus Lindemannus sociorum opera adiutus, tomus II, Pauli Diaconi excerpta et Sex. Pompeii festi fragmenta continens, Lipsiae, sumptibus B. G. Teubneri et F. Claudii, 1832.
- (LA) Historia Langobardorum, edentibus †Ludovico Bethmann et Georgio Waitz, in  Monumenta Germaniae Historica inde ab anno Christi quingentesimo usque ad annum millesimum et quingentesimum. Scriptores rerum Langobardicarum et Italicarum saec. VI-IX, Hannoverae, impensis bibliopolii Hahniani, 1878,  pp. 12-187.

### Manoscritti
- Excerpta, XII secolo, Firenze, Biblioteca Medicea Laurenziana, Plutei, Plut. LXXVII.10,  f. 1.